# 気ままに駅サイト!
『気ままに駅サイト!』（きままにえきサイト）は、奈良テレビが制作・放送していた日本のテレビ番組（旅番組）である。2003年5月6日から2009年3月31日まで放送された。

## 概要
内容は、ケツカッチンの高山トモヒロが主に奈良県内の鉄道（ケーブルカー・ロープウェイを含む）に乗って各駅で下車し、辺りの名所や美味しいもの、人とのふれあいを求めて旅をするというものである。毎回2-3駅が紹介される。
元々は奈良県内のみを旅する予定で、県内の全路線を乗りつくし次第番組は終了する予定だったが、奈良テレビの番組としては視聴率が比較的高かった事もあり、県内完全踏破後も番組続行が決定、2005年11月1日の近鉄生駒ケーブル 宝山寺駅 - 生駒山上駅（当時の県内最後の路線）編でゴールの生駒山上駅に到着後、視聴者に今後も番組続行する事や更に県外進出をする事などを伝え、その次の回から奈良県外編に突入した。
以降は主に三重県や京都府内の路線沿線を旅していたが、2006年3月に奈良県内に新たな鉄道路線・近鉄けいはんな線が開業し、5月23日からの放送でこの路線を紹介、約半年ぶりに当番組は奈良県内を旅した。
けいはんな線編終了後は過去3年間の総集編を放送し、その後2巡目に突入。それに合わせて主題歌が一新された。
2006年4月11日の放送（JR関西本線月ケ瀬口駅 - 島ケ原駅 - 伊賀上野駅編）からハイビジョンによる放送となった。
2009年2月24日のJR和歌山線 五条駅 - 大和二見駅編で2巡目も完了。その後スペシャルとして、同年3月20日に阪神なんば線の開業によって直通となる近鉄奈良駅 - 阪神三宮駅を、3月10日から31日まで4週にかけてひなたと一緒に旅した（サンテレビでも放送〈奈良テレビより2日先行の毎週日曜日。時間は不定〉）。同年4月8日からは後続番組として『気ままに歩こーく!』を毎週水曜日19:00 - 19:30に放送開始。なお、高山とナレーションのきしめんは続投する。
2023年10月1日、12:30 - 21:54まで生放送される「奈良テレビ開局50周年ありがとうを伝える日」内にて約14年ぶりに当番組が復活し、高山の娘光永も出演する。

## 出演者
旅人
- 高山トモヒロ（ケツカッチン）

※この他、ごく稀に高山の娘、「ひなた（現・光永）」が一緒に旅をする事がある（生駒ケーブル編、近鉄あやめ池遊園地編、阪神なんば線スペシャルなど）。
ナレーター
- きしめん

## 放送時間
- 毎週火曜日22:00 - 22:30
  - 新作は隔週放送で、新作を放送した翌週は前回の再放送を行っていた。

## 主題歌
- オープニング：ゆず「スミレ」（前オープニング：奥田民生「羊の歩み」）
- エンディング：Mr.Children「星になれたら」（前エンディング：スピッツ「タイムトラベラー」）

この他、交通機関での移動時には、毎回異なる挿入歌が流される。

## 備考
- 奈良県内の駅で、近鉄生駒ケーブル山上線の途中駅・梅屋敷駅と霞ヶ丘駅には下車していない。
- JR和歌山線吉野口駅は、近鉄吉野線編で既に訪れているため、そのまま通過した。
- 一度だけ路線バスに乗り、「バスの駅」ことバス停に降りて周辺を旅したことがある。